# 천마터널 (부산)
천마터널(天馬터널, Cheonma Tunnel)은 부산광역시 사하구 구평동의 을숙도대로와 서구 암남동의 남항대교를 연결하는 길이 3.34 km의 터널이다. 2019년 3월 30일 0시 개통되었다.
사하구 구평동과 서구 암남동을 잇는 터널이다. 사하구 구평동 방향은 감천지하차도와, 서구 암남동 방향은 남항대교와 직결된다.
천마산터널이라고도 하나 정식 명칭은 천마터널이다.

## 연혁
- 2012년 7월 18일 : 천마산터널 민간투자사업 실시계획 승인[1]
- 2019년 3월 30일 : 천마산터널 및 연결도로 총 3.28km 구간 개통[2]
- 2019년 4월 1일 : 통행료 수납 개시

## 통행료
2019년 4월 1일 기준이다. 통행료는 2049년 3월 31일까지 30년간 받을 계획이다.
| 구분 | 통행료  | 해당 차량                                         |
| ---- | ------- | ------------------------------------------------- |
| 경차 | 700원   | - 배기량 1,000cc미만의 자동차                     |
| 소형 | 1,400원 | - 승용차 - 16인승 이하 승합차 - 2.5톤 미만 화물차 |
| 중형 | 2,400원 | - 17인승 이상 버스 - 2.5톤 이상 10톤 미만 화물차  |
| 대형 | 3,200원 | - 10톤 이상 대형트럭                              |